# Ibigawa
Ibigawa (揖斐川町?) è una cittadina giapponese della prefettura di Gifu.

## Infrastrutture e trasporti
- Diga di Kuze
- Diga di Tokuyama